# 杜国玲
杜国玲（1953年—），山东莱州人，汉族，中华人民共和国政治人物、全国人民代表大会江苏地区代表。。
毕业于江苏省委党校政治经济学专业，加入中国共产党。担任江苏省苏州市第十五届人大常委会主任。2008年起担任全国人大代表。2013年，被选为全国人大代表。